# Celso López Blanco
Celso López Blanco (nacido en Laza, 14 de octubre de 1891 -Pontevedra, 23 de septiembre de 1958) fue un médico odontólogo y político español.

## Biografía
Hijo de Francisco López, procedente de Laza, y Liduvina Blanco. Se casó con Elisa Barrio, con la que tuvo cuatro hijos: Celso, Francisco, Mínima y Elisa.

### Trayectoria profesional
Vivió en Pontevedra desde niño. Estudió en el colegio San Luís Gonzaga, en la calle San Telmo. En 1916 se licenció con matrícula de honor en la Escuela de Odontología de Madrid y fue becario en el Hospital Provincial de Valladolid. Escribió numerosos artículos científicos y fue responsable de la parte epidemiológica del trabajo del doctor García Román. En 1917 abrió dos clínicas dentales, en Pontevedra y en Vigo.
El 17 de junio de 1930 fue nombrado primer presidente del colegio de Odontólogos de la 11.ª Región (provincias de Pontevedra y Orense). López Blanco todavía era presidente cuando Luis Fontaíña, vicepresidente y secretario del colegio, solicitó información sobre la licencia de médico de Abraham Zbarsky Geller.
En el XII Congreso Nacional de Odontología, celebrado en Valencia el 21 de marzo de 1931, fue elegido vicepresidente del Consejo de la Federación Española Dental, siendo nombrado tesorero su compañero y amigo pontevedrés Luís Fontaíña. En mayo de 1936, trasluego de superar las pruebas celebradas en Madrid, fue nombrado jefe de la sección de odontología del Instituto Provincial de Higiene Médica de Pontevedra, ligado al cuerpo de sanidad.

### Trayectoria política
Protagonista de la vida política local de Pontevedra, fue candidato monárquico en las elecciones municipales del 14 de abril de 1931, junto con Tomás Abeigón Pazos (médico), Plácido García González (comerciante), Víctor Lis Quibén (médico), Peregrino Fariña Otuna (marinero), Ramón Segura de la Garmilla (Profesor de la Normal), José Paz Vidal (industrial) y Francisco Rodríguez Arrunãda (procurador y corredor comercio).
Fue uno de los firmantes del manifiesto constitutivo de la Unión Regional de Derechas de Pontevedra, fundada el 25 de diciembre de 1931 en el Teatro Principal de Pontevedra, e integrado más tarde en el partido Acción Popular, que a su vez más adelante formaría parte de la alianza Confederación Española de Derechas Autónomas (CEDA) en 1933.
En agosto de 1936, tras el «Alzamiento Nacional», pasó a militar en la Falange Española. Posteriormente fue nombrado Secretario Provincial de Salud de la FET y de las JONS. Celso López Blanco tenía una estación de radioaficionado, EA1BH. La estación de radio, situada en la plaza de la Peregrina, fue utilizada por las fuerzas golpistas, al mando del gobernador civil de Pontevedra, al igual que ocurrió con la estación radiofónica del también médico Enrique Vázquez Lescaille. Esta estación sería conocida más tarde como FET Pontevedra y sirvió para la difusión de cuestiones doctrinarias de la Falange.
En diciembre de 1939 fue nombrado contable del Consejo Provincial de la Orden de los Médicos de Pontevedra, siendo presidente Evaristo Vázquez Lescaille. En 1943 fue nombrado secretario del Consejo Provincial, como responsable de la protección a las mujeres, siendo su presidente el gobernador civil, Francisco Rodríguez Acosta.

### Relaciones sociales
Perteneció al club recreativo y social pontevedrés Karepas, junto con Castelao, Sánchez Cantón, Losada Diéguez y Tomás Abeigón Pazos.
Radioaficionado con indicativo de llamado EA1BH.